# ケパ・フンケラ
ケパ・フンケラ・ウラーサ（バスク語: Kepa Junkera Urraza, 1965年4月10日 - ）は、スペイン・ビルバオ出身のミュージシャン・作曲家。トリキティシャ（バスク地方の伝統的なボタン式アコーディオン）の名手であり、17枚以上のアルバムを発表している。

## 経歴
幼少の頃はフランシスコ・フランコ独裁政権下でバスク語の使用が禁じられていたため、ケパ(Kepa)というバスク語名ではなくペドロ(pedro)というスペイン語名で呼ばれていた。フンケラはスペイン語環境で育ったため、バスク語を話すことはできない。祖父と母はタンバリン、祖母はダンスをしており、フンケラ自身はギターに興味があったが、母親にギターを禁じられてアコーディオンを始めた。当初は一般的な鍵盤のアコーディオンを使っていたが、より速くリズミカルに弾くために、バスク地方の伝統的なボタン式アコーディオンであるトリキティシャを使いはじめた。ほとんど独学で学び、1983年からは「オシュコリ」の多くのアルバムに参加している。1987年には『地獄のジャバラ』でソロデビューし、伝統的なトリキティシャ音楽に革新をもたらすと、1990年以降にはジャズの要素を取り入れた。1994年の『カレヒラ・アルブック』では英語の歌詞を取り入れ、1998年には『ビルバオ、オラ・セロ』がゴールドディスクに輝いた。2000年には過去8枚のアルバムからピーター・バラカンの選曲による日本編集版『トリッキー!』がリリースされ、5月には6人編成のバンドで初訪日した。2004年には『K』でラテン・グラミー賞の最優秀民俗音楽賞を受賞した。タンゴ作曲家のアストル・ピアソラに影響を受けたと語っており、ワールドミュージックとしてのバスク音楽を日本に広く知らしめた。2011年にエミリオ・アラゴン監督が撮ったドラマ映画『ペーパーバード 幸せは翼にのって』では、主人公の喜劇役者の手持ち楽器としてトリキティシャが登場しており、ケパ・フンケラの演奏が使用されている。

## ディスコグラフィー

### アルバム
- Infernuko Auspoa - Kepa, Zabaleta eta Motriku (1988) 『地獄のジャバラ』
- Triki Up - Kepa, Zabaleta eta Imanol (1990) 『トリキ・アップ』
- Trikitixa Zoom (1991)
- Trans-Europe Diatonique - Kepa Junkera, John Kirkpatrick and Riccardo Tesi (1993)
- Kalejira Al-buk (1994) 『カレヒラ・アルブック』
- Lau Eskutara - ジュリオ・ペレイラ＆ケパ・フンケラ (1995) 『四つの手で』
- Leonen Orroak - イボン・コテロン＆ケパ・フンケラ (1996) 『レオネン・オラック』
- Bilbao 00:00h (1996) Alula Records『ビルバオ、オラ・セロ』
- Tricky! (2000)『トリッキー!』
- Maren (2001)
- K (2003)
- Athletic Bihotzez (2004)
- Hiri (album)|Hiri (2006)
- Etxea (2008)
- Fandango - Provença Sessions (2009)
- Kalea (2009)
- Fandango - Habana Sessions (2010)
- Beti Bizi (2010)
- Herria (2010)
- Ultramarinos & Coloniales (2011)
- Ipar Haizea Kepa Junkera with the Orquesta Sinfónica de Euskadi (2011)
- Galiza (2013)

## 公式サイト
- 公式サイト